# نیچکا-بولیاک
نیچکا-بولیاک (انگلیسی: Nichka-Bulyak) یک شهرک در شهرستان تویمازینسکی استان باشقیرستان کشور روسیه است.